# Hinckley (Utah)
Hinckley és una població dels Estats Units a l'estat de Utah. Segons el cens del 2000 tenia 698 habitants.

## Demografia
Segons el cens del 2000, Hinckley tenia 698 habitants, 218 habitatges, i 180 famílies. La densitat de població era de 53,6 habitants per km².
Dels 218 habitatges en un 43,6% hi vivien nens de menys de 18 anys, en un 72,5% hi vivien parelles casades, en un 6,9% dones solteres, i en un 17% no eren unitats familiars. En el 16,5% dels habitatges hi vivien persones soles el 9,2% de les quals corresponia a persones de 65 anys o més que vivien soles. El nombre mitjà de persones vivint en cada habitatge era de 3,2 i el nombre mitjà de persones que vivien en cada família era de 3,61.
Per edats la població es repartia de la següent manera: un 38% tenia menys de 18 anys, un 6,7% entre 18 i 24, un 24,6% entre 25 i 44, un 19,9% de 45 a 60 i un 10,7% 65 anys o més.
L'edat mediana era de 32 anys. Per cada 100 dones de 18 o més anys hi havia 102,3 homes.
La renda mediana per habitatge era de 35.625 $ i la renda mediana per família de 39.375 $. Els homes tenien una renda mediana de 32.333 $ mentre que les dones 25.000 $. La renda per capita de la població era de 12.700 $. Entorn del 9,5% de les famílies i el 13,1% de la població estaven per davall del llindar de pobresa.

## Poblacions més properes
El següent diagrama mostra les poblacions més properes.